# Warhammer 40,000
 (novembre 2022).
Warhammer 40 000 (souvent abrégé en Warhammer 40K, WH40K, voire simplement 40K) est un jeu de figurines produit depuis 1987 par la société Games Workshop, et situé dans un univers de fiction dystopique de type science fantasy.
Créé par Rick Priestley en 1987 en tant qu'extension futuriste de Warhammer Fantasy Battle, Warhammer 40,000 partage beaucoup de ses mécanismes de jeu avec son aîné. Des extensions pour Warhammer 40,000 sont publiées de temps à autre, qui fournissent des règles de combat urbain, sièges de planètes et combats à grande échelle. Le jeu en est actuellement à sa dixième édition, publiée en juin 2023.
Les joueurs peuvent assembler et peindre des figurines miniatures de 28 mm qui représentent des soldats futuristes, des créatures et des véhicules de guerre. Ces figurines sont rassemblées pour composer des escouades dans des armées qui peuvent être opposées à celles d'autres joueurs. Chaque joueur apporte un nombre à peu près égal d'unités sur un champ de bataille donné, la table figurant le terrain, dans un décor créé à la main ou acheté dans le commerce. Les joueurs décident ensuite d'un scénario, allant d'une simple escarmouche à une bataille complexe impliquant objectifs à atteindre et renforts. Les figurines sont physiquement placées sur la table et la distance réelle entre les figurines joue un rôle dans l'issue du combat. Le jeu se joue au tour par tour, avec des résultats déterminés par des tables et des matrices de résultats. Une bataille peut durer d'une demi-heure à plusieurs jours et les batailles peuvent être enchaînées sous forme de campagnes. Beaucoup de boutiques de jeu accueillent des parties et des tournois officiels sont organisés sur une base régulière.
Le cadre de fiction science fantasy de Warhammer 40,000 est une dystopie couvrant un vaste univers se situant au 41e millénaire. Différentes factions s'agitent au sein de cet univers, notamment l'Imperium de l'humanité, un empire totalitaire interstellaire, fanatique et décentralisé, qui rassemble la grande majorité de l'humanité depuis des millénaires et qui constitue la plus grande puissance militaire de la Voie lactée (cette force armée rassemble la Garde Impériale, les Space Marines, les Sœurs de Bataille, l'Inquisition et de nombreuses autres unités) ; les races en présence sont les Orks (similaires aux Orques de Warhammer Fantasy Battle), les Eldars (semblables aux Hauts-Elfes dans Warhammer Fantasy Battle), les Démons du Chaos (très similaires dans les deux univers, bien que la nature exacte de leur création et leur existence varie légèrement), les Tau, les Nécrons, les Tyranides et les Eldars Noirs.
Le contexte et les règles de jeu de chaque faction sont présentés dans le livre de règles du jeu et des « Codex » suppléments pour les armées, ainsi que par des articles dans les magazines de Games Workshop, White Dwarf (n° 1 des Magazines Warhammer 40,000) et Imperial Armour. Les figurines du jeu sont produites par Citadel Miniatures et Forge World.
L'univers de Warhammer 40,000 est utilisé dans plusieurs jeux de figurines, des jeux vidéo et des œuvres de fiction comme des romans sous licence publiées par la Black Library, une filiale de Games Workshop.

## Univers
Le jeu Warhammer 40,000 prend place dans un univers de science-fiction dystopique. Situés dans le 41e millénaire apr. J.-C., la majorité des scénarios principaux fournissent le contexte et la trame de l'histoire au fil des millénaires. Sa phrase d'accroche a eu plusieurs variantes, comme dans les différents livres de règles, les White Dwarf ou encore les livres de la black library.
« …the grim nightmare of the far future, where there is only war and the galaxy's alight… »

« …le sinistre cauchemar d’un avenir lointain, où seule la guerre règne et où la galaxie est en flammes… »

— Dan Abnett, dans Inquisition.

### Factions
Dans l'univers de Warhammer 40,000, l'humanité a perdu son statut de superpuissance intergalactique et son âge d'or technologique après l'hérésie d'Horus, rétrogradant l'humanité de plusieurs millénaires en arrière avec un mode de pensée très « religieux ». Dans l'Imperium, régime totalitaire, toutes les actions des forces armées sont guidées par un seul et même homme : l'Empereur. Éminent personnage de l'univers de Warhammer 40,000, il se fait également appeler dieu de la race humaine ou encore seigneur de l'Imperium. Après sa  victoire, au prix de son corps physique, contre Horus, son fils, il est perçu comme un véritable dieu. Les restes de son vaste empire qui s'est étendu à travers toute la Voie Lactée sont largement fédérés dans le cadre de l’Imperium. Les forces armées de l’Imperium sont constituées de plusieurs groupes ayant chacune un rôle précis :
- les Spaces Marines : la force d’élite de l’Imperium constituée de plusieurs chapitres, chacun avec ses propres caractéristiques, traditions et rites[4]. Modifiés génétiquement grâce à 19 (ou 22) nouveaux organes pour atteindre 2m30, ils possèdent une force et un mental incroyables. Il en existe de deux niveaux : les premiers nés et les Primaris, apparus lors de la version 8 du jeu ;
- la Garde impériale, ou Astra Militarum : la plus grande armée de l’Imperium ; elle est constituée de simples humains[5] ;
- l’Inquisition est chargée de détruire les Xenos (les aliens), les hérétiques ou les démons ;
- Le ministorum, la religion impériale dominante, dirige les Sœurs de Bataille[6] ;
- les Chevaliers Gris, tueurs de Démons eux aussi très liés à l'Inquisition. Les Chevaliers Gris sont eux-mêmes des Spaces Marines ayant reçu une formation et une modification génétique bien plus poussée[7] ;
- l'Adeptus Mechanicus, technoprêtres de l'Imperium sont la force de travail hautement qualifiée servant à la construction du matériel militaire sophistiqué de l'Imperium. Bien qu'ayant oublié la science et la considérant comme une force divine conférée par le《 Dieu-Machine 》, ils sont capables de produire de réelles merveilles technologiques comme les chevaliers impériaux, les titans impériaux ou les ordinatus. Ils habitent des《 mondes forges 》dont le nexus est Mars.
- la Marine Impériale, soit la flotte de vaisseaux spatiaux de l'Imperium.
- La légio custodes, gardes du corps de l'Empereur souvent accompagnés des sœurs du silence.

L’Imperium partage la galaxie avec diverses races extra-terrestres :
- les Tau, une jeune civilisation qui considère que son niveau technologique a dépassé celui de l'Imperium, ne connaît cependant pas le Warp, ce qui les réduit à se déplacer à l'aide de lents moteurs classiques. Ces aliens croient au « Bien Suprême », le T'au Va. Leur but est de convaincre les autres peuples : le Bien Suprême ou la mort. Ils restent néanmoins la faction la plus tolérante envers les autres races de Warhammer 40,000[8] de par leur intégration de plusieurs races qu'ils ont réussi à convaincre du Bien Suprême, notamment les Kroots et les Frelons Vespides ;
- les Nécron, anciennement organiques, ont conclu un pacte avec les C'tan dans l'espoir de devenir immortels et ont été transformés en une race de guerriers métalliques ayant la faculté de s’auto-réparer. Seuls les aristocrates et les chefs de guerre disposent d’un corps qui leur permet de ressentir des sentiments et de conserver leur mémoire ; le reste de ce peuple est constitué de zombies robotisés et obéissants ayant perdu tout souvenir de leur passé. C'est la race dont la technologie est la plus avancée[9] ;
- les Eldars, une race ancienne composée de psykers, autrefois la race la plus puissante de la galaxie. Ils sont en voie d'extinction depuis l'apparition du dieu du Chaos Slaanesh, aussi nommé l'« Assoiffé », qui a détruit le cœur de leur empire et depuis lors cherche à absorber leurs âmes[10]. Ils cherchent, par la discipline de la Voie de l'Eldar, qui protège aussi leurs âmes contre Slaanesh, à préserver ce qu'il reste de leur empire. Ils vivent à bord de vaisseaux-mondes dispersés à travers la galaxie.
- les Eldars Noirs, pervertis au plus haut point, se nourrissent de la peur et de la douleur de leurs victimes. Contrairement aux Eldars, ils ne cherchent pas à tenir Slannesh à distance au travers de la Voie de l'Eldar mais au contraire, en plongeant toujours plus profondément dans leur décadence afin de le satisfaire[11] ; Ils vivent dans la cité de Commorragh cachée dans la toile.
- les Tyranides sont une race d'aliens provenant d'une autre galaxie pratiquant la bio-ingénierie commandée par le seul et unique esprit de ruche et qui a pour seul but de dévorer et d’évoluer[12] ;
- les Orks, qui se reproduisent par spores et dont la personnalité est turbulente, les tactiques et la biologie font le comique de la série[13]. Toutefois, les Orks sont les êtres les plus brutaux et les plus violents de la galaxie et faute d'ennemis évidents, ils se battent volontiers entre eux. Leurs mœurs sont barbares et cruelles ; ils écorchent vifs leurs victimes pour rigoler un bon coup, utilisent des armes rouillées, pleines de dents et de pointes douloureuses. Toutefois, il est souvent arrivé que les Orks utilisent des technologies très avancées bien que leurs équipements soient rafistolés[14]. De plus, bien que les armes des Orks soient à priori rudimentaires, voire inutilisables au premier abord, ces créatures ont la faculté d'influencer la réalité via leurs croyances collectives[15]. Ainsi, il n'est pas rare d'avoir des véhicules peints en rouge allant beaucoup plus vite que possible en temps normal, ou des Orks peints en bleu particulièrement chanceux. Une théorie assez populaire au sein de la communauté de Warhammer 40000 est que cette faculté d'influencer la réalité s'étend au-delà des créations de ces créatures, comme pour le cas de la prouesse martiale impressionnante du Commissar Yarrick ; jugée être directement liée à la croyance des Orks[16]. Grâce à leur système de « reproduction » hors du commun, couplé à leur capacité de développement technique et démographique exceptionnelle dans un contexte de guerre, ils sont l'espèce la plus nombreuse dans la galaxie et s'ils cessaient leurs guerres intestines, ils ne tarderaient pas à s'emparer de la galaxie[17].
- Les Ligues de Votann, anciens colons humains longtemps perdus dans le maelström, ils sont devenus une faction à part entière lors de la version 9. Ce sont des humains petits et trapus très inspirés des nains par leurs cultes des ancêtres et de l'artisanat.

La faction du Chaos est composée de deux races :
- les Space Marines du Chaos, qui correspondent au reflet démoniaque des Space Marines et qui sont apparus lors de l'Hérésie d'Horus (un schisme entre Space Marines et Space Marines du Chaos)[18]. Avec eux se retrouvent les cultistes du Chaos, de simples humains vénérant les dieux du Chaos, travaillant souvent de pair avec les Space Marines du Chaos, forment la chair à canon de ces derniers. Les Space Marines du Chaos peuvent eux-mêmes êtres divisés en plusieurs sous-factions, dont quatre se dédiant entièrement au service d'un des quatre dieux du chaos cités ci-après dans la partie traitant des démons du chaos. Ces quatre sous-factions sont les Thousand Sons, les Death Guard, les Emperor's Children et enfin les World Eaters[19]. Parmi les sous-factions majeures des Space Marines du Chaos, on compte aussi les Night Lords, Iron Warriors, Word Bearers, l'Alpha Legion et la Black Legion qui eux louent les faveurs des 4 dieux du chaos plus ou moins simultanément dans leur légion[18];
- les Démons du Chaos. Ils sont composés de démons mineurs et majeurs et servent quatre dieux : Khorne, le Seigneur des Massacres ; Tzeentch, l'Architecte du changement ; Nurgle, le Père de la Peste et Slaanesh, le Prince des Excès. Les quatre dieux sont à l'origine de la création des Space Marines du Chaos et le quatrième est né de la chute de l'empire Eldar, miné par la décadence[20].Une théorie populaire au sein de la communauté est que, bien que l'hérésie d'Horus manigancée par les dieux du chaos fut décrite comme un échec, ces mêmes dieux du chaos en ont voulu ainsi afin de plonger l'humanité dans la tourmente[21]. Il est toutefois important de noter que ces quatre dieux, bien que très puissants, ne sont pas les seules entités démoniaques importantes dans l'univers de Warhammer 40000. On compte notamment Vashtorr l'Arkifane qui est une incarnation pervertie de l'ingéniosité technologique[22]. Ce dernier est souvent associé aux factions du chaos mêlant technologie et pouvoirs démoniaques. Bien qu'il soit un démon, il s'est allié à la Black Legion des Spaces Marines du Chaos et fait partie des unités de cette faction[23].

### Mondes
L’univers de Warhammer 40,000 est constitué de nombreux mondes habités par différentes factions :

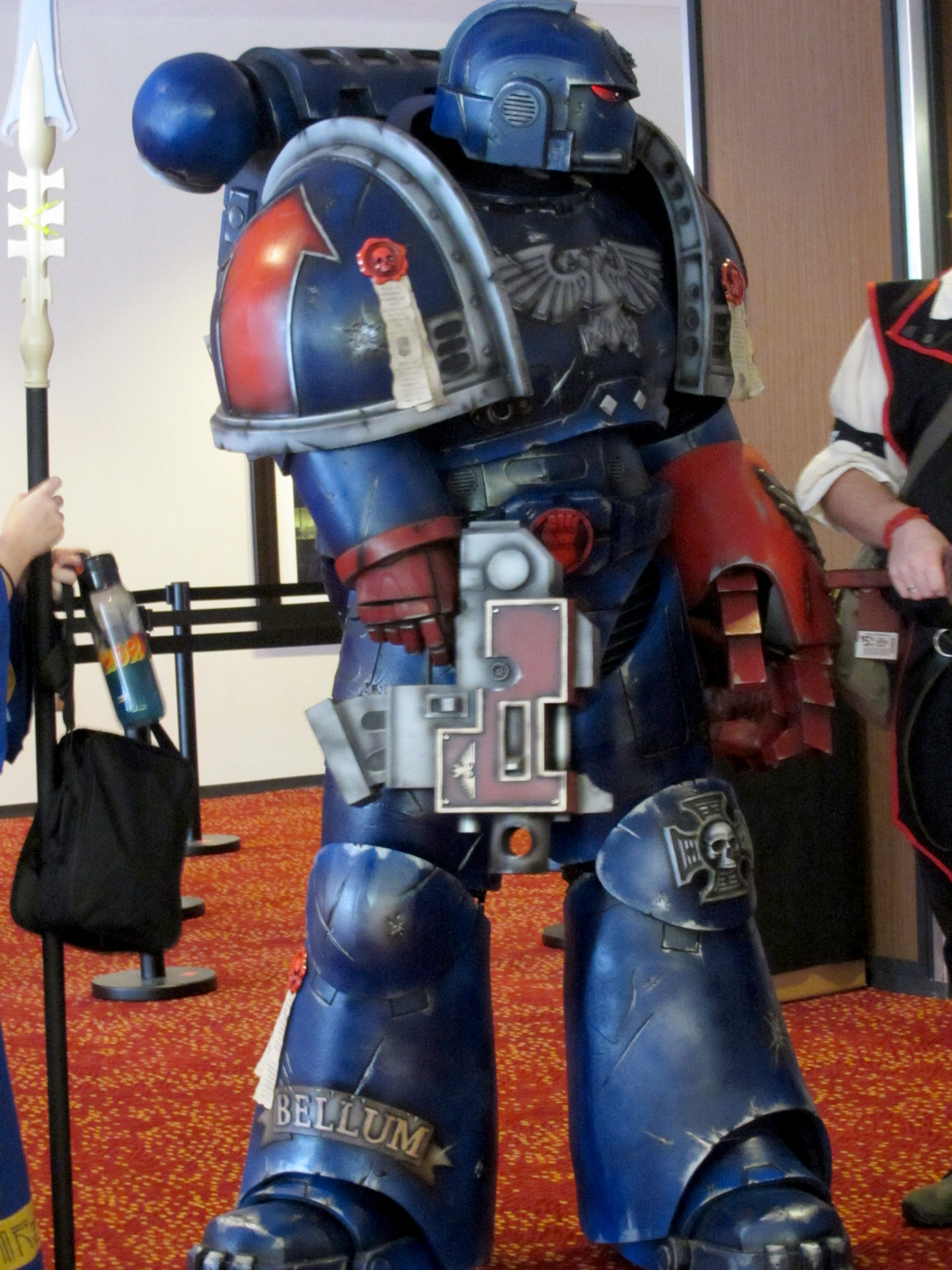
Cosplay d'un Space Marine du chapitre des Crimson Fists
(Dragon Con 2014).

- Mondes impériaux : L'Imperium se divise en 5 grandes zones galactiques : Segmentum Solar, Segmentum Ultima , Segmentum Pacificus, Segmentum Tempestus et Segmentum Obscurus.
- Mondes démons : Les mondes-démons sont des planètes corrompues par l'essence même du Chaos. Une planète ainsi souillée ne saurait dans le futur, être rendue totalement pure et libérée. Ces mondes varient énormément suivant le ou les dieux occupant la planète. Toutefois, il est rare que plus d'un dieu majeur occupe une planète en dehors du Chaos universel (la réunion et l'entente des quatre grands). Les mondes de Khorne sont constellés de crânes formant parfois des collines et même des montagnes tandis que les mers sont remplacées par des océans d'hémoglobine. Slaneesh, prince des plaisirs défendus, modèle ses mondes de volutes et d'arabesques subtiles et évocatrices. Chaque sens doit être exacerbé par la magnificence de ses suggestions. Visages moqueurs, senteurs et couleurs excessives sont les principaux composants de son univers qui est l'incarnation même de toutes formes de satisfaction. Tzeentch, l'architecte du changement, n'a pas vraiment de structure commune pour la corruption d'un monde, puisque telle est la nature du changement. On retrouve pourtant dans beaucoup de ses œuvres de grandes tours miroitantes semblant s'étirer vers l'infini. Nurgle, seigneur de la déchéance, façonne ses mondes tels des plaies ouvertes dans la galaxie. Ses planètes sont recouvertes d'océans de putréfaction, de gangrènes et de maux en tous genres.
- Mondes Eldars : Avant la chute des Eldars, certains accordèrent foi aux terribles visions qui peuplaient leurs rêves et s'enfuirent pour fonder les colonies exodites, aux confins de l'empire Eldar. Les mondes exodites sont inhospitaliers et dangereux, la plupart peuplés de créatures que les exodites appellent Dragons. Les autres survivants des Eldars prirent la direction du vide interstellaire, à bord d'immenses vaisseaux-mondes, les Craftworlds. Ces derniers refusent en général toute forme de conflit mais si leur vaisseau-monde est attaqué, ils deviennent des défenseurs acharnés et des combattants hors-pair.
- Mondes des Confréries Squat (Ligues de Votann) : Il fait état dans les archives de l'insurrection de Badab par l'archityran, d'une route spatiale près du maelström menant aux confréries Squat. Les confréries doivent être ainsi localisées dans cette zone. Renommés Ligues de Votann depuis la version 9, leurs mondes sont des usines immenses.
- Mondes de l'Empire Tau : Les Tau n'ont colonisé qu'une petite partie de la galaxie ; il y a tout de même de nombreuses planètes sous leur contrôle, qu'ils désignent sous le nom de Sept. Ne sont citées ici que les Sept les plus importantes. T'au est le monde d'origine des Tau. Ce Sept étant le plus vieux, ses natifs sont considérés comme particulièrement sages. C'est le centre de l'empire Tau : c'est là que l'on peut trouver la réunion au sommet de tous les éthérés.

### Warp
Le « Warp » est une dimension parallèle à l'univers matériel, où siègent les forces et les dieux du Chaos. Il est régi par des lois différentes de celles de l'univers physique, l'espace et le temps n'y existent pas sous les mêmes formes. Le Warp est uniquement composé d’énergie et la matière y est normalement absente. Il est lié à tous les phénomènes psychiques.
On l’appelle aussi « Immaterium », « Chaos », « Ether » ou « Empyrean ». Il est un miroir déformé de tous les sentiments. Des millions de démons vivent dans le Warp, mais les plus puissants restent les quatre dieux du Chaos : Nurgle, Khorne, Tzeentch et Slaanesh, qui contrôlent d’immenses armées de démons à leurs effigies.
En pratique, le passage dans le Warp rend donc les voyages à des vitesses supraluminiques réalisables.
Le Warp est une dimension parallèle à la nôtre dans laquelle les lois physiques ne sont pas les mêmes. Dans cette dimension vivent principalement des hérétiques, des pirates et surtout des Démons. Traverser le Warp est aussi dangereux que d'essayer de traverser à la nage une mer infestée de requins. Rares sont les chefs de flotte capables de traverser le Warp.
Il existe également une dimension entre le Warp et le monde réel : la Toile. Il s'agit d'une espèce de labyrinthe où la physique de l'Immaterium et du monde réel s'y rencontrent. Des entrées et des sorties de la Toile débouchent dans toute la galaxie. Crée par les anciens, elle est le principal moyen de transport des eldars et eldars noirs.

## Système de jeu
Une partie requiert deux joueurs ou plus, dont chacun manœuvre les groupes d'unités qu'il a achetés, assemblés et peints. La peinture n'est pas toujours nécessaire dans un match amical mais elle ajoute à la qualité. La taille et la composition de ces groupes, appelés armées, sont déterminées par un système de points : à chaque figurine est attribuée une valeur en points à peu près proportionnelle à sa valeur sur le champ de bataille (une meilleure unité « coûte » plus de points). Avant un match, les joueurs se mettent d'accord sur le nombre de points qui seront utilisés et chaque armée rassemble ses troupes jusqu'à cette limite maximale, en général 1 500 ou 2 000 points. La composition des armées est généralement limitée par les règles contenues dans le 'Livre de règles de Warhammer 40,000', ainsi que dans les recueils de règles spécifiques aux armées appelés《 codex 》. Ces règles et les préparations de la partie sont généralement prises au sérieux par les joueurs, comme une composante du jeu lui-même. La taille habituelle d'une armée est de 500 à 2 000 points, la partie se déroulant sur des tables de 1,2 m de largeur et de 1,2 m à 2,5 m de longueur mais il est possible de jouer sur des terrains beaucoup plus grands. Le jeu se déroule à l'échelle 1:1, c'est-à-dire qu'une figurine représente un combattant.
Au début de chaque partie, un ensemble de règles et d'objectifs est déterminé pour cette bataille. Ces règles sont désignées collectivement comme le scénario ou la mission. Chaque joueur se voit attribuer des objectifs de base qui vont de la défense ou la capture de cibles données à la destruction des unités ennemies. Des règles supplémentaires peuvent représenter les conditions de combat, de nuit ou dans des environnements qui affectent les capacités des troupes. Ces scénarios peuvent être simples, durant seulement une heure ou deux de jeu, ou ils peuvent être très complexes et nécessiter plusieurs heures voire plusieurs jours pour se départager. Une série de scénarios peut être organisée en une campagne, où deux joueurs ou plus combattent les uns contre les autres dans un certain nombre de batailles. Ces campagnes peuvent avoir leurs propres règles spéciales et sont généralement reliées entre elles par une trame qui peut évoluer en fonction des résultats de chaque scénario. De nombreux scénarios et campagnes sont conçus par Games Workshop et publiés dans les codex, les recueils de règles ou le magazine White Dwarf. Alternativement, les joueurs peuvent concevoir leurs propres scénarios ou construire de nouvelles campagnes à partir de scénarios préfabriqués.
Le jeu est divisé en phases où chaque joueur se déplace, tire, et/ou s'engage en combat rapproché avec différentes unités.
- Dans la phase de mouvement, un joueur détermine la direction et la distance de déplacement de ses unités individuelles. Chaque unité peut se déplacer d'un nombre de pouce spécifique à cette dernière (en général autour de 6 pas) par tour mais certaines unités peuvent se déplacer plus loin que d'autres en un seul mouvement, comme l’infanterie autoportée. La nature du terrain peut gêner le déplacement (cratère, forêt etc.).
- Dans la phase psychique, les psykers (sorciers manipulant le Warp) peuvent tenter de manifester des pouvoirs psychiques.
- Dans la phase de tir, le joueur a la possibilité d'opérer des attaques à longue distance contre les unités qui sont à portée de tir de ses propres troupes. La CT de l'unité détermine le jet nécessaire pour toucher. Une fois la cible touchée, il faut la blesser. Pour cela, il faut comparer la force de l'arme du tireur avec l'endurance de la cible.
- Dans la phase d'assaut, les unités du joueur peuvent charger pour se rapprocher des unités adverses en lançant deux dés. Le résultat des deux dés donne le nombre de pouces duquel ils peuvent se déplacer.
- Durant la phase de combat, les unités à moins d'un pas d'une unité adverse peuvent se battre au corps-à-corps. Chaque joueur fait combattre ses unités éligibles chacun son tour, en commençant par celles qui ont chargé.

Après qu'un joueur a terminé les cinq phases, c'est au tour du joueur adverse.
La distance entre les unités est importante dans les trois phases de jeu. Les distances sont mesurées sur une règle graduée en pouces. La détermination de la ligne de mire est faite à vue de la figurine - les joueurs peuvent se pencher pour observer la cible à partir du point de vue de l'assaillant. La victoire est déterminée par des points, attribués pour chaque objectif et/ou la destruction des unités ennemies.
Benjamin Fox, dans The Performance of War Games, soutient que l'interaction entre joueurs sur le champ de bataille revêt tous les aspects d'une représentation : le scénario, les conditions dramatiques et l'interprétation. Il compare les jeux de guerre tels que Warhammer Fantasy Battle et Warhammer 40,000 à des jeux de rôles tels que Donjons et Dragons et souligne la nature dynamique des combats, où chaque conflit est différent du précédent.
Le terrain est aussi un élément important du jeu. Bien que Games Workshop vende des kits de terrain, beaucoup d'amateurs préfèrent réaliser leurs propres décors, complexes et uniques. Des articles ménagers communs comme les canettes de boissons gazeuses, les tasses à café ou encore les matériaux d'emballage en polystyrène, peuvent être transformés, avec un peu de patience, d'habileté et d'imagination, en cathédrales en ruines, en habitats extraterrestres ou tout autre terrain avec l'ajout de morceaux de plastique, de mastic.
Il existe également la possibilité de jouer à Warhammer 40,000 par Internet via le moteur Java VASSAL pour lequel un module de Warhammer 40,000 a été publié. C'est une simulation du jeu de plateau, qui ne se joue qu'en solo. Après la sortie de la version 5.2 du module, Games Workshop a exigé que le développeur principal cesse le développement de ce module. Cependant le module est encore pratiqué par plusieurs centaines de joueurs et une nouvelle équipe a annoncé des mises-à-jour supplémentaires.

## Éditions

### Première édition:Rogue Trader(1987)
La première édition du jeu, Rogue Trader, a été publiée en 1987. Le concepteur du jeu, Rick Priestley, a échafaudé les règles d'origine (basées sur l'édition existante seconde édition de Warhammer Fantasy Battle), conjointement à l'univers de Warhammer 40,000. Le jeu Rogue Trader était fortement orienté vers le jeu de rôle plutôt que vers le wargame au sens strict. Le livret de règles de cette version originale était très détaillé, quoique plutôt confus, mais approprié pour simuler de petites escarmouches. Une grande partie de la composition des armées était déterminée au hasard, par lancer de dés. Quelques éléments de base (armements tels que bolters, fusils-laser, grenades à fragmentation, armure Terminator…) proviennent d'un ensemble de règles antérieures pour le wargame appelé Laserburn, règles écrites par Bryan Ansell et produites par la compagnie défunte Tabletop Games. Ces règles ont été plus tard développées à la fois par Ansell et Richard Halliwell (qui ont tous deux fini par travailler pour Games Workshop), bien que les règles n'aient pas été annonciatrices de Rogue Trader.
En outre, le matériel supplémentaire a été enrichi en permanence par le magazine White Dwarf, qui a fourni des règles pour les nouvelles unités et les nouvelles figurines. Finalement, White Dwarf fournit les « listes d'armées » adéquates qui pouvaient être utilisées pour créer des forces plus grandes et plus cohérentes qu'il ne l'était possible avec le livre de règles original. Ces articles ont parfois été repris dans les livres d'extension avec de nouvelles règles, matériel de fond et illustrations[citation nécessaire].

### Deuxième édition (1993)
La deuxième édition de Warhammer 40000 a été éditée fin 1993. Cette nouvelle étape du jeu fut menée sous la direction du rédacteur en chef Andy Chambers. La deuxième édition est parue dans un coffret qui comprend les figurines représentant les unités des Space Marines et des Orks, des décors pour le champ de bataille, des dés ainsi que les principales règles. Une boîte d'extension intitulée Dark Millennium a également été publiée, qui comprenait des règles pour les pouvoirs psychiques. Un autre trait du jeu a été l'attention portée aux « personnages spéciaux » ayant accès à un équipement et à des capacités au-delà de celles des autres unités (l'édition précédente avait seulement trois profils génériques de héros pour chaque armée : le champion, les héros mineurs et les héros majeurs).

### Troisième édition (1998)
La troisième édition du jeu est sortie en 1998 et, comme la seconde édition, était concentrée sur la rationalisation des règles de simulation pour les grandes batailles. Cette troisième édition des règles était notamment plus simple et moins sujette à définir les capacités des personnages et unités uniquement sur le résultat d'un jet de dés. Le livre de règles est disponible seul ou en coffret contenant des figurines de Space Marines et de la nouvelle faction introduite, les Eldars Noirs. Le système des armées déclinées en tomes appelés Codex a été maintenu pour cette troisième édition, au vu de sa popularité.
Un peu avant la fin de la troisième édition, quatre nouveaux codex d'armées ont été introduits : les races xénomorphes des Nécrons et des Tau et deux armées de l'Inquisition : l'Ordo Malleus (appelés Chasseurs de Démons) et l'Ordo Hereticus (appelés Chasseurs de Sorcières) ; les unités de ces deux dernières armées avaient figuré dans les extensions récentes (telles que Realm of Chaos et Codex : Sœurs de Bataille). À la fin de la troisième édition, les armées de l'Inquisition ont été rééditées avec de tout nouveaux dessins et des listes d'unités. L'arrivée des Tau a coïncidé avec une montée en popularité du jeu aux États-Unis.
Une autre version de cette troisième édition circula toutefois à partir de 1997, totalement différente de celle éditée. Ce système de règles reprenait la continuité de la deuxième édition, avec le rajout de règles attendues par les joueurs de longue date, augmentant d'autant plus l'expérience de jeu mais surtout complexifiant le cœur des règles déjà difficile d'accès pour les joueurs intéressés de plus en plus jeunes, nouveau schéma clientèle de Games Workshop. À titre de comparaison, si la troisième édition non-publiée maintenait l'âge minimum des joueurs à 16+ ans, la troisième édition officielle ramenait l'âge minimum à 8+ ans. La troisième édition non-publiée maintenait également la possibilité au collectionneur d'utiliser l'ensemble des modèles déjà édités alors que la troisième édition officielle retirait du jeu nombre de personnages et de véhicules. L'intérêt de cette édition était également de considérer chaque équipement avec ses caractéristiques spécifiques alors que la version officielle simplifiait à outrance par des « similaire à ». Bien que deux éditions, chacune destinée à un public distinct, auraient pu coexister, ce fut un conflit commercial interne qui mit fin aux relations entre Games Workshop et l'auteur, comme à des soutiens à ce projet de 'Eavy Metal et fut l'une des raisons du retrait du Courrier des joueurs du White Dwarf, lesquels fustigeaient mensuellement la troisième version officielle. La troisième édition non publiée fut éditée malgré tout par son auteur sous le nom de [censuré par Games Workshop Ltd] et serait mise à jour depuis par l'adaptation en ses règles de l'ensemble des nouvelles unités.

### Quatrième édition (2004)
La quatrième édition de Warhammer 40,000 a été publiée en 2004. Cette édition ne comporte pas autant de changements majeurs que les éditions antérieures et était compatible avec chaque armée de la troisième édition du Codex. La quatrième édition se présentait sous trois formes : la première était une version cartonnée autonome, avec des informations supplémentaires sur la peinture des figurines, la construction des décors, et des informations générales sur l'univers de Warhammer 40,000. La seconde était un coffret appelé Battle For Macragge, qui comprenait une version compacte sous couverture souple des règles, des décors, des dés et des figurines de Space Marines et de Tyranides. La troisième était une édition limitée collector. Battle For Macragge était une boîte de jeu s'adressant principalement aux débutants. Ce scénario était basé sur l'invasion par les Tyranides du monde natal des Ultramarines, Macragge. Une extension de celle-ci a été publiée, appelée The Battle Rages On! (La bataille fait rage !), qui présentait de nouveaux scénarios et de nouvelles unités, tels les guerriers tyranides.

### Cinquième édition (2008)
La cinquième édition de Warhammer 40,000 a été publiée le 12 juillet 2008. Bien qu'il existe quelques différences entre les quatrième et cinquième éditions, l'ensemble de règles générales comporte de nombreuses similitudes. Les livres de Codex conçus avant la cinquième édition sont toujours compatibles, avec quelques changements mineurs sur le fonctionnement des armées.
Le successeur de l'édition précédente Battle for Macragge est appelé Assault on Black Reach (Assaut sur Black Reach) et dispose d'un livret de règles en format de poche (contenant le jeu de règles complet mais en omettant le contexte et les sections modélisme du livre de règles en taille réelle) et les armées de figurines de base Orks et Space Marines. Chaque set d'armée contient un quartier général et, soit un Big Boss Ork, soit un capitaine Space Marine.
Les nouveaux ajouts aux règles incluent la possibilité pour les unités d'infanterie d'avancer à couvert sous le feu ennemi, ce qui procure une protection supplémentaire aux dépens de la mobilité et des capacités de tir, tant qu'ils restent à l'abri. Une ligne réelle de vue de la figurine est utilisée pour tirer sur les unités ennemies. Il est aussi initié la possibilité de courir, par laquelle des unités peuvent couvrir plus de terrain en un tour de jeu, en abandonnant la possibilité de tirer. En outre, les règles concernant la couverture a été modifiée de sorte qu'il est maintenant plus facile pour une unité de rejoindre un emplacement à couvert. Les règles de dommages aux véhicules ont été simplifiées et considérablement réduites et les chars peuvent désormais tamponner les autres véhicules.
Certaines de ces règles sont modélisées d'après des règles qui existaient dans la deuxième édition mais ont été supprimées dans la troisième. De même, les Codex de la cinquième édition ont vu un retour de beaucoup d'unités préalablement supprimées dans l'édition précédente en raison de règles d'utilisation trop compliquées. Ces unités ont été en majorité rétablies avec la plupart de leurs anciennes règles, néanmoins simplifiées pour la nouvelle édition. La cinquième édition est largement orientée sur les forces des Space Marines, y compris la suppression des Chasseurs de Démons en faveur d'une armée composée presque exclusivement de Chevaliers Gris, un chapitre spécial de Space Marines qui, dans les éditions précédentes, avait fourni l'élite dans la liste des armées des Chasseurs de Démons. Un autre changement majeur a été la disparition des figurines en métal et l'introduction de miniatures en résine.

### Sixième édition:Vengeance Noire(2012)
La sixième édition est sortie en septembre 2012. La boite de base oppose une force de Space Marines du chapitre des Dark Angels à des Space Marines du Chaos. À noter qu’une version limitée de la boite de base a été éditée. Celle-ci contenait, en plus, une figurine de chapelain.
Comme toute nouvelle version, la V6 instaure un certain nombre de nouvelles règles. Tout d’abord avant le début d’une partie, la figurine QG avec le plus haut commandement va être désignée comme « cheffe de guerre ». Cette unité va être dotée d’une capacité spéciale (appelée « trait »), à choisir parmi les traits de commandement, de personnalité ou de stratégie. Une fois le trait choisi, un jet de dé va en déterminer la caractéristique pour la partie.
La phase de tir voit l’apparition du tir au jugé et du tir sélectif. Le tir au jugé permet à une figurine avec arme lourde de pouvoir tirer après s’être déplacée. Cependant, ce tir sera résolu avec une CT de 1. Le tir sélectif permet lors d’une phase de tir de choisir de concentrer tous ses tirs sur une partie seulement d’une escouade adverse. Seules ces figurines pourront alors être retirées comme pertes. Enfin, le retrait des pertes se fait désormais en commençant par les figurines les plus proches de l’ennemi.
Concernant la phase d’assaut, certaines armes de corps-à-corps ont désormais une PA. De plus, certaines unités ont un bonus en attaque lorsqu’elles chargent (règle « Marteau de fureur »). La charge se fait maintenant avec une portée de 2D6 et l’ennemi peut réagir en faisant un « tir en état d’alerte ».
La V6 entérine l’apparition de nombreux véhicules aériens (Stormraven, Stormtalon, Bomba Ork, Heldrake, Moissonneur...). Par ailleurs, les véhicules sont désormais dotés d’une valeur en points de coque (PC) en plus du blindage. Cela représente le nombre de dommages qu’ils peuvent encaisser avant d’être détruits. En outre, le tableau de dommages des véhicules a été modifié.
Enfin, il est désormais possible d’intégrer des décors à sa liste d’armée. Ainsi, une ligne de défense Aegis coûte 50 points, un bastion 75 et une forteresse de la rédemption 220.

### Septième édition (2014)
La septième édition est sortie aux alentours de juin 2014. La première boîte de base oppose une force de Spaces Wolves à des Orks. Cette boîte étant sortie en édition limitée uniquement, la boîte de base officielle est une mise à jour de la boite Vengeance Noire.
Cette version instaure une nouvelle phase de jeu ; ainsi, un tour ne se déroule plus selon le plan : phase de mouvement, phase de tir puis phase d'assaut, mais : phase de mouvement, phase psychique, phase de tir et phase d'assaut. Cette phase psychique a clarifié les pouvoirs de psyker, et a permis de simplifier leur utilisation.

### Huitième édition (2017)
La huitième édition est sortie aux alentours de juin 2017. La boîte de base, Dark Imperium, oppose une force de Space Marines Primaris, les derniers nés de l'Adeptus Astartes (Space Marines), à une force de renégats affiliés à Nurgle, des Spaces Marines de la Death Guard.
La nouvelle version introduit de grands changements au niveau du jeu comme au niveau de l'histoire. On peut notamment remarquer au niveau des règles :
- une grosse simplification faisant disparaître la majorité des règles spéciales, très nombreuses en v7 et bloquant la fluidité du jeu ;
- une simplification de la phase psychique, avec une réduction du nombre de pouvoirs, rendant moins complexe l'usage de ces derniers ;
- la disparition des gabarits jusqu'à présent utilisés pour reproduire les zones affectées par des explosions etc. Ils sont remplacés par des jets de dés indiquant le nombre de touches ;
- une modification des phases de tir et d'assaut, permettant de tirer après avoir couru avec certaines armes et, très important pour le jeu, de charger après avoir tiré, accélérant grandement l'arrivée au contact.

L'histoire subit aussi de grands changements. Une grande balafre appelée la Grande Faille déchire littéralement la galaxie en deux. Les démons, retenus dans le warp, peuvent alors se déverser dans l'univers matériel. La lumière de l'Empereur, qui ne peut traverser la Grande Faille, n'éclaire qu'une partie de la galaxie, empêchant presque toute forme de voyage ou de communication. Pour répondre à cette menace sans précédent du Chaos, de nouveaux Space Marines sont créés ; plus forts, plus intelligents, plus endurants, ce sont les Primaris. En outre, Roboute Guilliman, primarque des Ultramarines, après 10 000 ans de stase, est soigné de sa blessure mortelle avec l'aide des Eldars puis devient Seigneur Commandeur de l'Imperium, dirigeant l'Imperium au nom de l'Empereur, et lance la croisade Indomitus pour contrer les forces du Chaos.

### Neuvième édition (2020)
La neuvième édition est sortie en juillet 2020. Cette édition marque le retour de la faction des Squats, disparus depuis la troisième édition et réintroduits d'abord de manière limitée avec des figurines indépendantes, avant d'être pleinement réintégrés dans l'univers de Warhammer 40,000 le 1er avril 2022 comme armée jouable sous le nom de « Ligues de Votann »,. Les règles de la V9 sont très similaires à celles de la V8 ; le principal changement est l'ajout du mode de jeu Croisade permettant de faire évoluer une armée tout le long d'une campagne.

### Dixième édition (2023)
La dixième édition est sortie en juin 2023. Cette édition marque un passage vers des règles simplifiées et a donc nécessitée une refonte complète de toutes les armées du jeu. Chacune a donc reçu un index à la sortie de l'édition, qui sont remplacés au fur et à mesure par des codex proposant plus de styles de jeu.
En termes de jouabilité, les tours se veulent plus fluides, notamment grâce à la disparition de deux phases, soit la phase psychique (transformée en capacité spéciale de certaines armes) et la phase d'ébranlement (intégrée dans la phase de commandement). On note également un retour des règles universelles, donc de l'utilisation d'un même terme pour désigner une habiletés présente dans plusieurs armées.

### Suppléments et extensions
Il existe de nombreuses variantes aux règles et aux listes d'armée disponibles, fréquemment utilisées, avec l'accord de l'adversaire. Ces règles se retrouvent dans le magazine de Games Workshop White Dwarf, sur le site de Games Workshop, ou dans le magazine Imperial Armour de Forge World.
Les règles de Warhammer 40,000 sont conçues pour des armées de 500 à 2 500 points, dans les limites d'une structure appelée Force Organisation Chart making games (Organigramme Actif de création de jeux) avec un nombre de points plus difficile à jouer. En réponse aux commentaires des joueurs, les règles de l'extension Apocalypse ont été introduites pour permettre aux jeux à 3 000 points et plus d'être pratiqués. Les joueurs peuvent aligner un ensemble de 1 000 unités pour représenter un chapitre entier de Space Marines plutôt que le petit détachement d'environ 30 à 40 unités généralement employé dans un jeu standard. Apocalypse contient également des règles pour l'utilisation de machines de guerre plus imposantes telles que les Titans.
- Guerres Urbaines (Cities of Death, la refonte du Codex Battlezone: Cityfight) introduit des règles de combat en milieu urbain et de guerre de guérilla ainsi que différents « stratagèmes », y compris les pièges et les fortifications. Il comporte également des sections sur les thèmes du terrain et de la création de champs de bataille urbains, et donne des exemples d'armées et de listes d'armées construites autour du thème du combat urbain[49].
- Assauts Planétaires (Planetstrike), sorti en 2009, définit les règles permettant aux joueurs de simuler le début d'une invasion planétaire. Cela introduit une nouvelle dynamique de jeu, catégorisant les joueurs en attaquant et défenseur ayant chacun différents avantages tactiques adaptés à leur rôle : par exemple, l'attaquant peut utiliser des frappes en profondeur contre l'infanterie ennemie, parachuter sa propre infanterie, tandis que le défenseur peut occuper tout le terrain sur le champ de bataille.
- Empires Planétaires (Planetary Empires), publié en août 2009, permet aux joueurs de coordonner des campagnes à grande échelle contenant des batailles multiples, chacune utilisant les règles standard ou suppléments approuvés tels que Planetstrike, Cities of the Death  ou Apocalypse. La progression de la campagne est suivie en utilisant des tuiles hexagonales sur une carte stratégique pour représenter le contrôle existant sur les territoires de la campagne. La structure est semblable à celle de Warhammer Fantasy's Mighty Empires.
- Battle Missions, extension sortie en mars 2010, contient une série de missions aux objectifs précis. Chaque faction a trois missions spécifiques qui peuvent être jouées, ces missions étant déterminées par un lancer de dé et les armées sont généralement représentées par les 2 armées les plus fréquemment utilisées. Elle utilise toujours les règles standard du Livre de règles de Warhammer 40000.
- Spearhead, publié en mai/juin 2010, permet aux joueurs de pratiquer un jeu plus orienté vers les forces blindées et mécanisées. Le changement le plus notable dans le jeu est l'ajout des formations en fer de lance et une plus grande flexibilité dans l'organisation des forces. Spearhead est un ajout de règles facultatives pour l'organisation des armées en présence. Les joueurs ont maintenant la possibilité d'utiliser tout ou partie d'un escadron standard. Spearhead comprend également de nouvelles options de déploiement et des scénarios de jeu. Cette extension est publiée conjointement par le site de Games Workshop, en téléchargement gratuit, et à travers le magazine mensuel de l'entreprise White Dwarf.

## Rassemblements de joueurs
Le Games Day est une réunion officielle des fans des univers de fiction de Games Workshop, dont Warhammer 40,000. C'est dans le cadre du Games Day que le concours de peinture de figurine, dit du Golden Demon, est organisé.
Les Campagnes Mondiales ont lieu pendant l'été dans les magasins Games Workshop et les résultats sont inscrits sur internet. Le dénouement a souvent un impact sur l'univers.
- 1995 : La Bataille d'Ichar IV ;
- 2000 : La Troisième Guerre d'Armageddon : évènement qui décrivait une nouvelle invasion Ork sur le monde d'Armageddon. Il existe un site dédié exclusivement à cet évènement[50] ;
- 2003 : L'Œil de la Terreur : évènement qui décrivait une nouvelle incursion du Chaos avec un nouveau Codex Œil de la Terreur ;
- 2006 : La chute de Medusa V : cette campagne permettait de participer à la fin du monde de Medusa V et impliquait toutes les races de Warhammer 40,000 ;
- 2009 : Assaut sur Euradis : cette campagne à grande échelle utilisait les règles du supplément pour Warhammer 40,000 : Assauts Planétaires.

## Produits de la gamme

### Romans, nouvelles et bandes dessinées
Au fil des ans, Games Workshop a développé l'univers de Warhammer 40,000 afin d'y inclure d'autres jeux et plusieurs œuvres de fiction. Cette expansion a commencé en 1987, lorsque Games Workshop a demandé à Scott Rohan d'écrire la première série de « littérature associée ». Ceci a finalement conduit à la création de Black Library, la branche édition de Games Workshop, en 1997. Les livres publiés se rapportent à la trame de fond de l'univers de Warhammer 40,000. Black Library publie également les romans graphiques Warhammer 40,000.
Les romans situés dans l'univers de Warhammer 40,000 étaient édités en France dans la traduction de la Bibliothèque Interdite, sous licence de Games Workshop avant qu'en janvier 2011 la Black Library édite elle-même les versions françaises des livres qu'elle éditait déjà dans d'autres langues. Il existe un livre pour chaque factions, racontant leur histoire et mettant en scène certains personnages.
L'éditeur Black Library a publié une série de livres-jeux, Warhammer: Path to Victory

### Jeux de société
Plusieurs jeux de figurines dérivés de Warhammer 40,000 ont également été créés, dont Space Hulk, Space Crusade, Advanced Space Crusade, Battlefleet Gothic, Epic, Inquisitor, Gorkamorka et Necromunda. Un jeu de cartes à collectionner, Dark Millenium, a été lancé en octobre 2005 par une filiale de Games Workshop, Sabertooth Games. Le jeu de cartes commence à la fin de l'Hérésie d'Horus dans l'histoire du jeu et contient quatre factions : l'Imperium, les Orks, les Eldars et le Chaos.
Bien qu'il ait été prévu de créer un véritable Warhammer 40,000 version « crayon et papier » (jeu de rôle) depuis le début, ce projet n'a pas abouti pendant de nombreuses années et un groupe de fans italiens a commencé à créer une adaptation « officieuse » des règles de Warhammer Fantasy Roleplay à jouer dans l'univers de Warhammer 40,000.
Un jeu de rôle officiel basé sur l'univers de Warhammer 40,000 a finalement été publié en 2008, avec la sortie de Warhammer 40,000 Roleplay: Dark Heresy par Black Industrie, une filiale de Games Workshop.
Games Workshop a accordé la licence d'un certain nombre de produits Warhammer 40,000 à Fantasy Flight Games. Fantasy Flight Games est spécialisé dans les jeux de plateau, de cartes et de rôle.
Dans ces produits sous licence GW figurent notamment:
- Warhammer 40,000 Roleplay: Dark Heresy (2008)
- Space Hulk (2009) (réédition du jeu GW de 1989)
- Warhammer 40,000 Roleplay: Rogue Trader (2009)
- Horus Heresy (2010), un jeu de plateau basé sur la bataille finale de l'Hérésie d'Horus, le combat pour le palais de l'empereur. Ce jeu est une re-création d'un jeu du même nom créé par Jervis Johnson dans les années 1990.
- Death Angel - The Space Hulk Card Game (2010), un jeu qui fusionne les mécanismes des jeux de plateau et de cartes, basé sur le jeu de plateau Space Hulk, où l'on retrouve les Space Marines contre les Genestealers.
- Warhammer 40,000 Roleplay: Deathwatch (2010)
- Warhammer 40,000 Roleplay: Black Crusade (2011)
- Kill team (2011), un jeu de plateau d'escarmouches proposant un système plus simple et rapide afin de jouer des combats d'escouades d'élite a courte distance.
- Warhammer 40,000: Conquest (2014), un jeu de carte (LCG) avec de nombreuses extensions
- Warhammer 40,000 : Forbidden Stars (2015), un jeu de stratégie qui reprenait le système du jeu Starcraft également édité par FFG

Cette collaboration a cessé en 2017.

### Jeux vidéo
Durant les années 1990, Games Workshop s'est associé avec Strategic Simulations (SSI) pour produire des jeux de simulation à l'échelle (en) sub-tactique tels que Warhammer 40,000: Chaos Gate ainsi que des jeux de stratégie au tour par tour tels que Warhammer 40,000: Rites of War. Space Crusade, l'un des premiers jeux vidéo de la série a été encensé pour être « une conversion fidèle du jeu de plateau », avec un plateau de jeu qui peut être visualisé en 2D ou en projection isométrique (Barker, 1992),.
Games Workshop cède sa licence Warhammer 40,000 à Toy Headquarters (THQ) en 2001, qui produit un jeu de tir à la première personne intitulé Fire Warrior. Le jeu a reçu des critiques généralement médiocres, dont un 6 sur 10 de IGN.
Les productions suivantes de THQ sont des jeux de stratégie en temps réel : Dawn of War et ses extensions Winter Assault, Dark Crusade, et Soulstorm. Développés par des vétérans de Relic Entertainment qui avaient déjà créés les jeux primés Homeworld et Impossible Creatures, ces jeux sont populaires et bien reçus, Dawn of War recevant une note de 4,5 sur 5 de GameSpy (qui est l'hôte pour les parties en ligne du jeu). La suite de Dawn of War,  Dawn of War II sort en février 2009, sa première extension Chaos Rising en mars 2010 et la seconde  Retribution en mars 2011. Une suite, Warhammer 40,000: Dawn of War III devait sortir en 2016 et sorti finalement en avril 2017.
Un autre jeu intitulé Warhammer 40,000: Space Marine, développé par Relic Entertainment, est annoncé le 28 mai 2009. Il s'agit d'un jeu de tir à la troisième personne pour les plateformes PS3, Xbox 360 et compatible PC, il sort le 6 septembre 2011.
Lors de l'E3 2013, Behaviour Interactive qui a acquis les droits de Warhammer 40,000 pour développer un MMO, annonce le développement par le studio The Naughty Bear de Warhammer 40,000: Eternal Crusade. Le joueur aura le choix entre 4 races : les Space Marines, Eldars, Orks ou Space Marines du Chaos.
Le 30 novembre 2022 sort Warhammer 40,000: Darktide, un jeu vidéo d'action et d'aventure à la première personne, développé et édité par le studio suédois Fatshark.
En décembre 2023, le studio de jeu vidéo de style RPG Owlcat Games (en)publie Warhammer 40,000 : Rogue Trader.
Le 9 septembre 2024 sort Warhammer 40,000 : Space Marine 2.

### Film
Le 13 décembre 2010, Ultramarine: A Warhammer 40,000 Movie est sorti directement sur DVD. Il s'agit d'un thriller de science-fiction en images de synthèse basé sur le chapitre des Ultramarines des Space Marines. Le scénario du film a été écrit par Dan Abnett, l'un des auteurs les mieux vendus de Black Library et qui écrit également pour 2000AD, Marvel Comics et DC Comics. Le film a été produit par Codex Pictures, une société britannique, sous licence de Games Workshop.
Le film a été réalisé en utilisant une technologie avancée de capture des mouvements faciaux d'Image Metric. Cette technologie a également été utilisée dans Grand Theft Auto IV, Assassin's Creed II, NBA 2K10, et autres films et jeux vidéo.

## Inspirations et influences
- Warhammer : dans la première édition de Warhammer 40,000, le contexte du jeu était considéré comme le futur lointain du monde médiéval-fantastique de Warhammer. Par la suite, plus aucune allusion n'est faite concernant d'éventuels liens entre les univers de fantasy et science fantasy, même si de fortes similitudes demeurent présentes (Eldars = elfes, Squats = nain, nécrons = morts vivants, présence du Chaos et de démons, d'un empereur vénéré comme un dieu). Certains suppléments comme Realms of Chaos offrent d'ailleurs des éléments communs aux deux mondes.
- 2000 AD : Magazine de bande dessinée anglais, essentiellement tourné vers la science-fiction et le fantastique. Les liens entre les deux maisons sont très étroits et les influences se croisent énormément tout au long du développement de l'univers fictif de Warhammer 40,000. De nombreux artistes à leur compte travaillent pour les deux maisons : Kopinsky, Abnett, Rennie…
- L'Univers de Dune, particulièrement pour les Navigateurs qui sont des mutants seuls à même de guider les vaisseaux pour les voyages interstellaires, mais aussi pour l'idée d'un empire galactique avec un système féodal complexe, et celle d'un empereur doté de grands pouvoirs psychiques lui permettant de régner sur la galaxie (Léto II justement surnommé l'Empereur-Dieu) . Certaines factions (le Mechanicus et les Sœurs de bataille) pourraient également avoir été inspirées par des factions de Dune (le Bene Tleilaxu et le Bene Gesserit). De plus, l'univers de Warhammer 40,000 présente lui aussi dans son histoire une lutte contre les « Machines qui pensent » analogue au Djihad butlérien, avec la même conséquence qui est un rejet de la technologie ou du moins une règlementation très stricte de celle-ci.
- Le multivers de Michael Moorcock, notamment en ce qui concerne toute la cosmogonie de la lutte entre Ordre et Chaos.
- Mad Max : Les Orks de Warhammer 40,000 ont un mode de vie et des véhicules proches de ce que l'on peut voir dans Mad Max 2 (véhicules customisés à partir de diverses pièces de récupération, culte de la vitesse, mentalité pillarde, habitats primitifs dans des milieux arides…)
- L'histoire de l'humanité : Le monde de Warhammer 40,000 est clairement inspiré par le Moyen Âge de l'Europe Occidentale - de nombreuses références et parallèles peuvent être notés (Inquisition, schisme religieux, templiers-Space Marines etc.) et l'histoire japonaise de la fin du Ier millénaire. De plus, les humains ont une armée qui, malgré les avancées dans le voyage spatial, se battent avec un armement et une organisation inspirés à la fois par les guerres napoléoniennes (régiments et formations se battant face à face sur des champs de batailles au prix de pertes énormes et non-guerre « chirurgicale » où le moins de pertes est privilégié), la Grande Guerre et la Seconde Guerre mondiale : chars et régiments inspirés de l'armée russe (Troupes de Choc de Valhalla) et de l'armée allemande, la guerre du Viêt Nam (Troupes de Catachan), les grandes croisades au nom de l’empereur dieu etc.
- Aquablue : L'apparence physique de la race Tau est similaire à celle de la race principale de cette bande dessinée de science-fiction. En outre, le design des armures et véhicules, les armements et certains schémas de couleurs employés pour cette race sont proches du matériel employé par la Légion humaine dans cet univers.[réf. nécessaire]
- Le cycle de Fondation d'Isaac Asimov : dans Warhammer 40k la technologie se perd au fil des siècles, tout comme dans Fondation où seuls certains privilégiés bénéficient du savoir. De plus, les soi-disant hérétiques (comme Hari Seldon, qui prédit la chute de l'Empire Galactique) y sont là aussi persécutés. L'Empire est également démesuré.
- Blade Runner : L'univers de Warhammer 40k est rempli de paysages exotiques au même ton que ceux utilisés dans Blade Runner. De plus, l'idée de réplicants est aussi abordée au travers des Space marines et autres êtres génétiquement modifiés. L'esthétique grise et bétonnée est aussi présente ainsi que l'idée d'une inquisition traquant les déviants ou hérétiques.
- La science fiction japonaise pour la faction des T'au et leurs armures.

## Polémiques
Après qu'un joueur a participé à un tournoi Warhammer 40,000 en Espagne en portant des symboles nazis, Games Workshop a rappelé que l'Impérium de l'Humanité était tout le contraire d'une utopie. En outre, la société a également rappelé qu'en dépit de l'univers sombre et violent qu'elle a créé, elle ne soutenait ni ne promouvait le fascisme,,. 
Le 10 février 2019, au cours de la parade annuelle du carnaval de Viareggio en Italie, un ballon géant représentant Donald Trump en Empereur de l'Humanité a fait son apparition,. Son créateur, le sculpteur Fabrizio Galli, a déclaré qu'il l'avait fait dans une intention humoristique mais une partie de l'Alt-right a rapidement repris l'image en présentant Trump comme étant « l'Empereur-Dieu des États-Unis »,.
La publication le 27 avril 2024 de la 10e édition du codex de l'Adeptus Custodes, la garde personnelle de l'Empereur de l'Humanité, a provoqué des débats enflammés sur un changement de lore a priori mineur. En effet, cette nouvelle édition introduit l'idée que les Custodiens puissent être des femmes, alors que jusqu'ici l'Adeptus Custodes était décrite comme une force explicitement masculine. Les soutiens de ce changement de lore soulignent que rien dans le lore n'empêche l'Adeptus Custodes d'accueillir des femmes et redirigent vers des post d'auteurs de roman Warhammer 40,000 comme Aaron Dembski-Bowden appuyant ce fait; tandis que les détracteurs signalent que les précédentes éditions présentent explicitement les Custodiens comme des hommes — avec les mentions de «Fils» ou encore de «Fratrie» présent dans les textes pour les décrire — et pointent l'absence totale de lore pour cette continuité rétroactive dans les réponses de Warhammer, qui se contente d'un laconique « Les Custodiens femelles ont toujours existé ». En outre, les plus virulents opposants à ce changement considèrent que Warhammer a abandonné son identité au profit des politiques DEI d'entreprise,.